# Comuna de Sulęczyno
Sulęczyno (polaco: Gmina Sulęczyno) é uma gminy (comuna) na Polónia, na voivodia de Pomerânia e no condado de Kartuski. A sede do condado é a cidade de Sulęczyno.
De acordo com os censos de 2004, a comuna tem 4789 habitantes, com uma densidade 36,5 hab/km².

## Área
Estende-se por uma área de 131,31 km², incluindo:
- área agrícola: 46%
- área florestal: 36%

## Demografia
Dados de 30 de Junho 2004:
|                      | Total   | Total | Mulheres | Mulheres | Homens  | Homens |
| -------------------- | ------- | ----- | -------- | -------- | ------- | ------ |
|                      | pessoas | %     | pessoas  | %        | pessoas | %      |
| População            | 4789    | 100   | 2366     | 49,4     | 2423    | 50,6   |
| Densidade (pop./km²) | 36,5    | 100   | 18       | 18       | 18,5    | 18,5   |

De acordo com dados de 2005, o rendimento médio per capita ascendia a 2079,02 zł.

## Comunas vizinhas
- Kościerzyna, Lipusz, Parchowo, Sierakowice, Stężyca